# Erythrotriorchis
Erythrotriorchis é um género de ave de rapina da família Accipitridae.

## Espécies
Este género contém as seguintes espécies:
- Erythrotriorchis buergersi
- Erythrotriorchis radiatus